# Nectadamas richardi
Nectadamas richardi is een hydroïdpoliep uit de familie Prayidae. De poliep komt uit het geslacht Nectadamas. Nectadamas richardi werd in 1992 voor het eerst wetenschappelijk beschreven door Pugh. 